# Hakon Wigert-Lundström

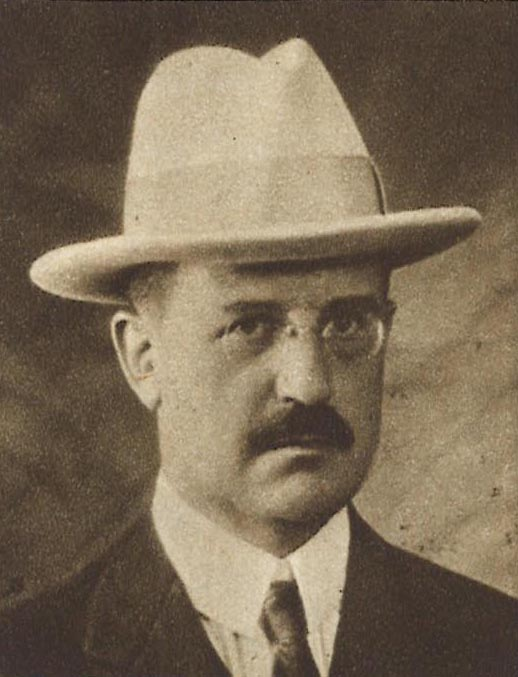
Hakon Wigert-Lundström på 1920-talet.

Carl Hakon Wigert-Lundström, född den 13 september 1875 i Örgryte församling, Göteborgs och Bohus län, död den 7 september 1936 i Johannebergs församling, Göteborg, var en svensk publicist. Han var sonson till grosshandlaren Carl David Lundström, svåger till statsmannen Carl Swartz och teaterkritikern Carl Flygare samt svärfar till arkitekten Harald de Shàrengrad och läkaren Yngvar Nielsen.

## Biografi
Wigert-Lundström blev filosofie licentiat vid Uppsala universitet 1900 och startade därefter sin journalistiska karriär. Han var medarbetare i Stockholms-Tidningen 1900–1902 och i Stockholms Dagblad 1902–1903, utrikesredaktör i Svenska Telegrambyrån 1903–1904, medredaktör för Skånska Aftonbladet 1904–1909, Nya Wermlands-Tidningen 1909–1911, medarbetare i Nya Dagligt Allehanda 1911–1913 och samtidigt utgivare av skämttidningen Puck 1912–1913. Han var huvudredaktör och ansvarig utgivare av Göteborgs Morgonpost 1913–1932 samt utgav veckotidningen ABC 1933–1934. 
Wigert-Lundström var 1919–1920 ledamot av Göteborgs stadsfullmäktige för Borgerliga valförbundet, en från Allmänna valmansförbundet fristående högerorganisation. Han var 1923 ordförande i kommittén för det internationella pressbesöket i Göteborg. Han är begraven i en familjegrav på Örgryte gamla kyrkogård.